# Lio Rush
Pour les articles homonymes, voir Green et Rush.
Lionel Green (né le 11 novembre 1994 à Lanham) est un catcheur (lutteur professionnel) américain plus connu sous le nom de Lio Rush. Il a notamment travaillé à la World Wrestling Entertainment où il était le champion cruiserweight dans les divisions 205 Live et NXT.
Il se fait connaitre à la Combat Zone Wrestling (CZW) où il remporte le championnat de la télévision de la CZW à deux reprises avant d'être champion du monde poids lourd de la CZW. Il travaille ensuite brièvement pour la Ring of Honor de 2016 à avril 2017.
En 2021, il remporte le championnat du monde des poids-moyens de la MLW qu'il unifie avec le championnat du monde des poids-moyens de la AAA peu de temps après.

## Jeunesse
Green est un fan de catch et a comme idole Kurt Angle. Il fait partie des équipes de baseball, football et basketball de son lycée. Il est aussi lutteur et termine 5e du championnat de la côte est dans la catégorie des moins de 120 lb (55 kg) en 2010,. Il ne souhaite pas continuer à faire de la lutte à l'université et décide de s'entrainer pour devenir catcheur après avoir eu son diplôme de fin d'études secondaires.

## Carrière de catcheur

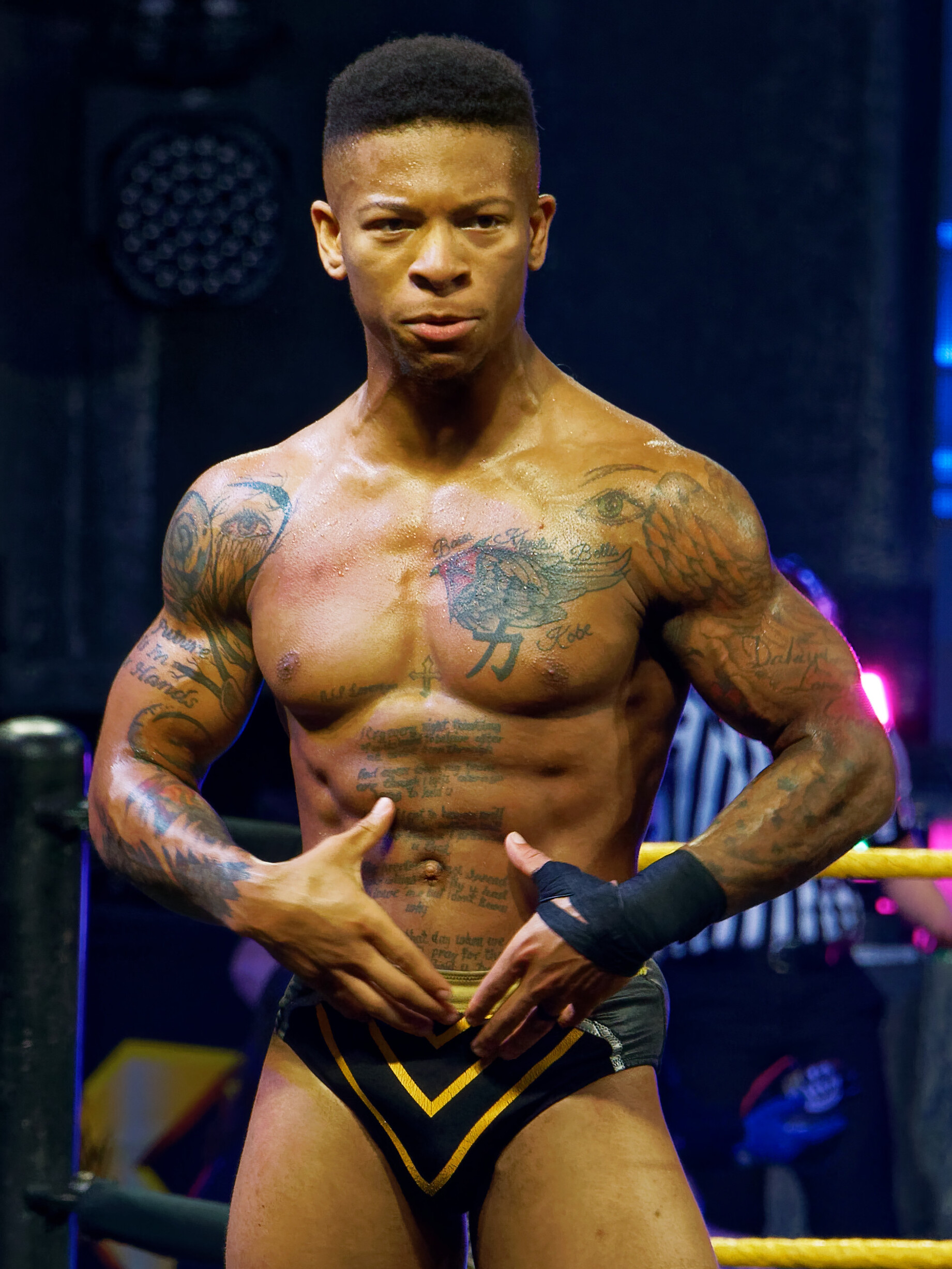
Lio Rush en avril 2018 pendant le week-end de Wrestlemania.

### Débuts et diverses fédérations (2014-2017)
Green entend parler du WWE Performance Center et part en Floride s'entrainer au centre d'entrainement de la World Wrestling Entertainment. Malheureusement, il découvre que c'est plus un centre d'entrainement qu'une école et retourne au Maryland. De retour là-bas, il est un des premiers élèves de l'école de catch de la Maryland Championship Wrestling (MCW).
Il fait ses premiers combats sous le nom de Li Green avant d'utiliser le nom de ring de Lio Rush. Il y est rapidement mis en valeur et le 18 juillet, il remporte la Shane Shamrock Memorial Cup XV en battant Brandon Scott, Drolix, Eddie Edwards, Matt Cross et Shane Strickland dans un match à six à élimination. Il y fait équipe avec Patrick Clark avec qui il devient le 3 octobre 2015 champions par équipes de la MCW après leur victoire face à Jimmy Starz et Sexy Steve ainsi que Dirty Money et Eric Chapel. Ils gardent ce titre jusqu'à leur défaite face à Dirty Money et Eric Chapel.
Le 13 mai 2016, la MCW organise Collision Course en partenariat avec la Global Force Wrestling (GFW). Rush y affronte Sonjay Dutt dans un match pour le championnat NEXGEN de la GFW remporté par Dutt. Le 20 juin, la Lucha Libre Elite, une fédération mexicaine, annonce la participation de Rush au tournoi Campeonato Mundial Elite 2016. Il élimine le camerounais David Tita au premier tour trois jours plus tard avant d'être sorti du tournoi par Michael Elgin le 25 juin,. En octobre, il part en tournée en Grande-Bretagne et participe le 1er octobre au tournoi Speed King 2016 organisé par la Southside Wrestling où il se fait éliminer dès le premier par Will Ospreay.

### Combat Zone Wrestling (2014–2017)
Lors de Cage of Death XVII, il bat Joey Janela et remporte le CZW Wired TV Championship. Le 16 janvier, il conserve son titre contre Kevin Bennett. Lors de CZW Seventeen, il perd le titre contre Joey Janela.
Lors de Sacrifices, il bat Joe Gacy et remporte le CZW World Heavyweight Championship. Le 26 mai, lors d'un show de la DEFY, il perd le titre contre Davey Richards.

### Ring of Honor (2015–2017)
Après avoir obtenu plus d'expérience en tant que catcheur sur le circuit indépendant, Rush a pris part à un autre camp d'entraînement et, maintenant avec le soutien de Kevin Kelly, Steve Corino, Adam Cole, Jay Lethal et Kyle O'Reilly, il a été signé en tant que participant au Top Prospect Tournament 2016. Le 19 décembre 2015, il fait ses débuts à la ROH et bat Vinny Marseglia dans un dark match.
Le 31 mars, la Ring of Honor annonce la signature d'un contrat avec Lio Rush. Lors de Supercard of Honor X Night 1, il perd contre Jay Lethal et ne remporte pas le ROH World Championship. Lors de Death Before Dishonor XIV, il perd contre Donovan Dijak dans un Four Corner Survival Match qui comprenaient également Jay White et Kamaitachi et ne remporte pas une chance pour le ROH World Television Championship. Lors de Field Of Honor 2016, lui, The Motor City Machine Guns (Alex Shelley et Chris Sabin) et ACH perdent contre Bullet Club (The Young Bucks, Hangman Page et Yujiro Takahashi).
Lors de Manhattan Mayhem 2017, lui et Jay White perdent contre The Young Bucks et ne remportent pas les ROH World Tag Team Championship. Lors de 15th Anniversary Show, il perd contre Marty Scurll et ne remporte pas le ROH World Television Championship.

### Westside Xtreme Wrestling (2016–2017)
Lors de wXw Broken Rules XVI, lui et David Starr perdent contre A4 (Absolute Andy et Marius Al-Ani) dans un Tabbles, Ladders And Chairs Match et ne remportent pas les vacants wXw World Tag Team Championship.

### World Wrestling Entertainment (2017-2020)

#### NXT (2017-2018)
Il signe à la WWE en août 2017. Le 4 octobre à NXT, alors qu'il devait faire ses débuts contre Aleister Black, il se fait attaquer par The Velveteen Dream. Le 15 décembre lors d'un Live de NXT, il bat Fabian Aichner.
Le 5 avril 2018 lors de Wrestlemania Axxess, il passe le premier tour du WWE UK Invitational en battant Buddy Murphy. Le 7 avril lors de Wrestlemania Axxess, il bat Lince Dorado, plus tard il bat Drew Gulak. Le 8 avril lors de Wrestlemania Axxess, il perd face à Pete Dunne et ne remporte pas le WWE United Kingdom Championship. Le 13 avril lors d'un Live de NXT, il perd contre Buddy Murphy.

#### 205 Live & Raw (2018-2019)
Le 5 juin à 205 Live, une promo annonce l'arrivée de Lio Rush à 205 Live dans quelques semaines. Le 12 juin à 205 Live, une deuxième promo annonce son arrivée. Le 26 juin à 205 LIve, il fait ses débuts en battant Dewey James. Le 10 juillet à 205 Live, il bat Colin Delaney, après le match il est annoncé qu'il affrontera Akira Tozawa la semaine suivante. Le 17 juillet à 205 Live, il bat Akira Tozawa.
Le 31 juillet à 205 Live, il bat Ricky Martinez, après le match, il est coursé par Akira Tozawa mais quitte le ring lorsque ce dernier arriva. Le 14 août à 205 Live, il bat Akira Tozawa.
Le 10 septembre, il fait ses débuts à Raw en tant que manager de Bobby Lashley. Le 26 septembre à 205 Live, il bat Noam Dar.
Le 8 octobre à Raw, après une victoire de Bobby Lashley sur Kevin Owens, il renvoie Lashley attaquer Owens lui faisant effectuer un Heel Turn. Le 10 octobre à 205 Live, Lince Dorado répond à son Open Challenge et le bat par disqualification après s'être fait attaquer en plein match par Mike Kanellis. Le 17 octobre à 205 Live, il perd un Fatal-5 way match impliquant Gran Metalik, Cedric Alexander, TJP et Tony Nese au profit de ce dernier.
Le 7 novembre à 205 Live, il bat Josh Morrell. Un match entre lui et Cedric Alexander est annoncé pour la semaine suivante. La semaine suivante à 205 Live, il perd contre Alexander.
Le 10 décembre à Raw, Bobby Lashley intimide Heath Slater qui était l'arbitre du match opposant Lio Rush à Elias dans le but d'empêcher la disqualification de Rush menant à la victoire de ce dernier.
Le 15 janvier 2019 à 205 Live, Rush bat Lince Dorado. Le 4 février à Raw, après une altercation entre Rush & Bobby Lashley et Finn Bálor, un match eut lieu entre Rush et Bálor, ce dernier remporta le match. Lors d'Elimination Chamber, lui et Bobby Lashley perdent contre Finn Balor pour le WWE Intercontinental Championship. Après le match, il se fait attaquer par Bobby Lashley qui lui porte un Chokeslam. Le lendemain à Raw, il perd avec Bobby Lashley contre Finn Balor et Ricochet.
Le 25 février à Raw, il perd contre Finn Bálor et ne remporte pas le WWE Intercontinental Championship. Plus tard, lui et Lashley se font mettre K.O par Braun Strowman.

#### NXT Cruiserweight Champion et Départ (2019-2020)
Lors de l'édition du 18 septembre de NXT, il fait son retour télévisé en tant que face en battant Oney Lorcan pour devenir premier aspirant au titre cruiserweight. Le 9 octobre à NXT, il bat Drew Gulak et remporte le NXT Cruiserweight Championship.
Le 25 octobre à 205 Live, il bat Oney Lorcan, il est ensuite confronté par Tony Nese. le 11 décembre 2019 à NXT il perd sa ceinture de champion cruiserweight face a Angel Garza Le 12 février 2020 à NXT, il bat Angel Garza. Après le match, il se fait confronter par Jordan Devlin. Le 19 février à NXT, il perd contre Jordan Devlin et ne remporte pas le NXT Cruiserweight Championship.
Le 15 avril 2020, la World Wrestling Entertainment annonce son licenciement en raison des restrictions d'effectif dues à la crise de COVID-19 dans le monde.

### Circuit Indépendant (2020-2021)
À la suite de son renvoi de la WWE, Lio Rush maintenant agent libre, annonça plusieurs futures apparitions dans certaines fédérations sans pour autant annoncer qu'il comptait signer un contrat avec l'une d'elles.
Le 3 novembre 2020, lors de UWN/NWA Primetime Live 8, il bat Fidel Bravo. Le 25 novembre lors de UWN/NWA Primetime Live, il bat Adam Quest par soumission.

### Game Changer Wrestling (2020-2021)
Le 26 juillet 2020, Lio Rush dispute son premier match depuis son renvoi de la WWE ainsi que ses débuts à la GCW lors de GCW Homecoming en perdant contre Joey Janela. Le 10 octobre, lors de l'évènement Joey Janela's Spring Break 4, il bat ACH. Le 8 novembre lors de So Much Fun, il perd contre Blake Christian. Le 5 décembre lors de Slime Season, il perd de nouveau contre Blake Christian.

### Major League Wrestling(2020-...)

#### MLW World Middleweight Champion (2020-2021)
Le 4 novembre 2020, la Major League Wrestling (MLW) annonce l'arrivée prochaine de Lio Rush. Le 18 novembre, le champion du monde des poids moyens de la MLW Myron Reed lance un défi à Lio Rush. Le 6 janvier 2021 lors de Kings of Colosseum, il dispute son premier match à la MLW en battant Myron Reed, remportant le championnat du monde des poids moyens de la MLW.
Le 10 février, il bat Laredo Kid au cours d'un Champion vs. Champion match et remporte le AAA World Cruiserweight Championship. Cependant; la AAA refusa de reconnaître ce règne, il sera plus tard annoncé que Rush avait perdu le titre contre Laredo Kid lors d'un évènement non-télévisé. Le 6 mai à Fusion, Rush perd son titre des poids-moyens de la MLW lors d'un match revanche face à Myron Reed.

### Lucha Libre AAA Worldwde (2020)
Le 12 décembre 2020 lors de Triplemania XXVIII à l’Arena Ciudad de México, il fait une apparition sous le nom d'Aracno, en perdant avec Levenda Americana contreTerror Púrpura & Venenoide.

### All Elite Wrestling (2021-2022)
Le 30 mai 2021 lors de Double or Nothing (2021), Lio Rush entre dans la Casino Battle Royal en tant que "joker" (participant mystère), mais il sera rapidement éliminé par Matt Hardy.
Le 29 septembre 2021, il signe officiellement avec All Elite Wrestling.

## Palmarès
- Combat Zone Wrestling
  - 1 fois CZW World Heavyweight Championship
  - 2 fois CZW Wired TV Championship[64],[65]

- Dramatic Dream Team
  - 1 fois Ironman Heavymetalweight Championship

- House of Glory
  - 1 fois HOG Crown Jewel Championship

- Impact Wrestling
  - 1 fois Impact X Division Champion (actuel)

- Lucha Libre AAA Worldwide
  - 1 fois AAA World Cruiserweight Championship (non reconnu par la AAA)[66]

- Major League Wrestling
  - 1 fois MLW World Middleweight Championship

- Maryland Championship Wrestling
  - 1 fois MCW Tag Team Championship avec Patrick Clark [67]
  - Shane Shamrock Memorial Cup (2015, 2016)

- New Japan Pro Wrestling
  - Super Jr. Tag Tournament (2022) avec Yoh

- Ring of Honor
  - ROH Top Prospect Tournament 2016
- Tigers Pro Wrestling
- 1 fois TPW Proud champion

- World Wrestling Entertainment
  - 1 fois WWE/NXT Cruiserweight Championship
  - WWE United Kingdom Championship Invitational (2018)

## Récompenses des magazines
- Pro Wrestling Illustrated

| Année | 2016 | 2017 | 2018 | 2019 | 2020 | 2021 | 2022       | 2023 | 2024 |
| ----- | ---- | ---- | ---- | ---- | ---- | ---- | ---------- | ---- | ---- |
| Rang  | 180  | 120  | 178  | 260  | 99   | 53   | Non classé | 156  | 264  |